# Indonesia en los Juegos Olímpicos de Tokio 2020
Indonesia estuvo representada en los Juegos Olímpicos de Tokio 2020 por un total de 28 deportistas, 16 hombres y 12 mujeres, que compitieron en ocho deportes.
Los portadores de la bandera en la ceremonia de apertura fueron el surfista Rio Waida y la halterófila Nurul Akmal.

## Medallistas
El equipo olímpico indonesio obtuvo las siguientes medallas:
| Nombre                        | Deporte      | Competición  |
| ----------------------------- | ------------ | ------------ |
| Oro                           |              |              |
| Greysia Polii Apriyani Rahayu | Bádminton    | Dobles F     |
| Plata                         |              |              |
| Eko Yuli Irawan               | Halterofilia | 61 kg M      |
| Bronce                        |              |              |
| Anthony Sinisuka Ginting      | Bádminton    | Individual M |
| Rahmat Erwin Abdullah         | Halterofilia | 73 kg M      |
| Windy Cantika Aisah           | Halterofilia | 49 kg F      |